# ديريك وول
ديريك وول (بالإنجليزية: Derek Wall)‏ هو مدون وعالم بيئة وصحفي واقتصادي بريطاني، ولد في 26 مايو 1965.